# Leucophora similis
Leucophora similis este o specie de muște din genul Leucophora, familia Anthomyiidae. A fost descrisă pentru prima dată de Johann Andreas Schnabl în anul 1911. Conform Catalogue of Life specia Leucophora similis nu are subspecii cunoscute.